# The Swan
The Swan (br O Cisne) de 1956, é o penúltimo filme de Grace Kelly, dirigido por Charles Vidor, com Grace Kelly, Alec Guinness e Louis Jourdan. 

## Elenco
- Grace Kelly
- Alec Guinness
- Louis Jourdan
- Jessie Royce Landis
- Estelle Winwood
- Brian Aherne
- Agnes Moorehead